# 임채진
임채진(林采珍, 1952년 4월 12일 ~ )은 대한민국의 제36대 검찰총장을 역임한 법조인이다. 본관은 나주이며, 경상남도 남해군 출생이다.
2007년 11월 삼성 비자금 사건에서 삼성으로부터 로비를 받은 것으로 지목되어 논란의 대상이 되었으며 삼성 특검 결과 무혐의 처분 받았다. 2007년 11월 26일 대선을 앞두고 이명박 후보의 BBK 주가 조작 사건이 문제가 되고 있을 때 노무현 대통령에 의해 검찰총장으로 지명되었다. 참여정부 말인 2007년 11월 검찰총장에 임명된 임채진은 취임사에서 “검찰의 정치적 중립성과 수사의 독립성을 반드시 지켜 내겠다”고 했으나 이후 정권교체가 되면서임기를 마칠 가능성에 대한 많은 이들의 우려와 달리 이명박 정부에서도 검찰총장직을 유지하였고, 2009년 초 노무현 전 대통령의 뇌물 수뢰혐의 수사 당시에도 검찰총장이었다. 5월 23일 노무현 전 대통령의 사망 시 이에 책임을 지고 당일 사표를 제출해 6월 5일 임기를 6개월 남기고 퇴임했다. 검찰총장 사퇴를 밝히는 자리에서  “이쪽 저쪽 모두 검찰을 흔들었다”며 “치욕을 감내해야 하는 엄중하고 무거운 자리였다”고 하면서 "2008년 조중동 신문 광고의 불매운동 사건에 대해 '일부 누리꾼들의 신문광고물 압박은 광고주에 대한 공격'이라는 입장을 밝힌 법무부 장관으로부터 수사지휘를 받는 등 총 세 차례에 걸쳐 받았다"는 사실을 폭로했다.
이와 관련해 이연주 변호사가 쓴 <내가 검찰을 떠난 이유>에 '2008년 1월 “지나치게 포괄적인 기업 수사를 줄여달라”는 대통령직 인수위원회의 당부에 대해 임채진은 “기업 수사를 하다 혐의가 안 나올 경우 바로 덮어도 좋다”며 즉각 화답했다'고 언급됐다. 2009년 사법연수원 27기 검사들과의 만찬장에서 만취해 “내가 참여정부 하에서 임명되었다고 청와대가 나의 충성을 의심한다. 노무현 일당들은 싸그리 나쁜 놈들인데, 내가 어련히 알아서 구속시킬까봐”라고 말했다'는 내용도 나온다.
넷플릭스 <나는 신이다> 시즌 2<나는 생존자다>에 정명석과의 친분이 나온다.

## 주요 사건 처리
- 1999년 서울지검 형사4부 부장검사로 재직시 참여연대가 국회회기중 의원회관에서 상습적으로 도박판을 벌인 혐의로 국회의원 13명을 고발한 소위 '고스톱의원' 사건을 물증이 없다는 이유로 각하

## 삼성 뇌물 수수
2007년 11월 12일 임채진이 검찰 총장 내정자 신분일 때, 김용철 변호사는 임채진이 삼성의 뇌물을 받았다며 임채진이 서울지검 2차장 시절 자신이 직접 관리대상으로 넣었다고 말했다.
11월 13일 검찰총장 인사 청문회에서 이 문제가 집중적으로 다뤄졌다. 이우희 전 에스원 사장과 장충기 삼성 전략기획실 부사장과 골프를 친 적이 있느냐는 질문에 임채진은 기억이 안난다고 답했으며, "삼성으로부터 어떤 청탁이나 금품도 받지 않았다"는 말을 되풀이했다. 또 조순형의원의 사퇴하라는 권고에 대해 임채진은 "근거 없는 의혹만으로 사퇴하는 것은 바람직하지 않다"며 사퇴하지 않겠다는 뜻을 밝혔다.

### 삼성 뇌물 관련 비방글 통제
2008년 8월 7일 대검찰청이 네이버, 다음 등 5개 주요 포털사에 “임채진 검찰총장을 ‘떡값’ 검사라며 비방한 글들을 지울 수 있도록 도와달라”는 내용의 협조 공문을 보내어 5개 포털사로부터 모두 협조를 하겠다는 동의를 얻어냈다.

## 노무현 대통령 가족 친인척 비리 수사
그는 검찰총장으로 재직 중이던 2008년 12월부터 자신을 임명했던 노무현 전 대통령과 그 친인척의 비리의 수사를 지휘했으나 실제적으로는 부하인 이인규 중수부장에 의해 수사지휘체계로부터 배제됐다고 한다.
노무현 전 대통령은 자신은 몰랐다며 뇌물죄 혐의를 부인했으나, 검찰에서는 지속적으로 노무현 전 대통령과 그 가족의 혐의로 의심될만한 점을 언론에 흘렸다. 결국 2009년 5월 23일 노무현 전 대통령은 자택 뒤의 부엉이바위에서 투신해 사망했고, 이에 책임을 느껴 임채진은 당일 사표를 제출한다. 청와대는 수습이 먼저라는 이유로 이 사표를 반려하면서, 청와대 이동관 대변인을 통해 "수사가 마무리될 때까지 자리를 지키는 것이 바람직하다는 판단에 따라 사퇴를 만류했다"며 이 대변인은 "노무현 전 대통령의 서거 이후 임채진 총장이 겪었던 인간적 고뇌는 이해하지만 공인에게는 개인적인 것보다 공무가 우선"이라며, 선공후사를 강조했다. 그러면서 "최근의 검찰 수사의 책임론 관련해 여러 주장과 논란이 나오고 있지만 검찰 수사는 여론이 아닌 법의 잣대로 하는 것이고 더욱이 공직부패나 권력형 비리에 대한 척결의 노력은 어떤 경우에도 흔들려서는 안 된다"고 강조했다. 임채진은 이러한 만류에도 6월 3일 사표를 다시 제출해 6월 5일 퇴임했다.
퇴임 기자회견에서 임채진은 검찰의 독립성에 대해 "청와대와 '직거래'는 안 하지만 법무부와 검찰은 항상 긴장과 갈등의 관계"라면서 "수사지휘권 발동이 강정구 사건 같은 한 건밖에 없다는 것은 천만의 말씀"이라고 언급했다. 노무현 전 대통령 수사 당시 청와대나 법무부로부터 수사 지휘나 압박을 받았느냐는 질문에는 "노코멘트"라고 답하기도 했다. 또 그는 "내 위치가 참 희한했다"며 "보혁의 중간 지점, 전 정권과 현 정권의 중간 지점, 전 대통령과 현 대통령의 중간 지점에 내가 있다"는 말로 자신의 과도기적 검찰총장 시기를 표현했다. 임채진의 "노코멘트" 답변에 대해 검찰은 "대화 처음에 '구체적인 사건에 대해서는 일체 답하지 않겠다'는 전제를 달고 시작했고 그 연장선상에서 '노코멘트'라고 답한 것"이라고 설명했다.

## 평가
2004년 법무부 검찰국장 승진 시 주요 언론들은 임채진에 대해 "업무 처리에 사심이 없고 원리원칙에 충실하며 목표의식이 뚜렷한 강직한 성품"에 "원리원칙에 충실할 뿐만 아니라 입이 무거워 보안에도 철저"하다는 평가를 내렸다. 심지어 "딸이 월간중앙 기자인데도, 입이 너무 무거워서 기자들에게 인기가 별로 없다"는 평도 있었다.

## 학력
- 1971년 부산고등학교 졸업
- 1975년 서울대학교 법학과 졸업

## 경력
- 1977년 제19회 사법고시 합격
- 1982년~1985년 서울지방검찰청 동부지청 검사
- 1985년~1990년 제주지검 검사
- 1990년~1991년 법무부 검찰국 고등검찰관
- 1991년~1991년 서울지방검찰청 형사3부 검사
- 1991년~1993년 춘천지방검찰청 속초지청 지청장
- 1993년~ 법무부 검찰국 검사
- ~1996년 대검찰청 범죄정보관리과장
- 1996년~1997년 법무부 검찰2과장
- 1997년~1998년 법무부 검찰1과장
- 1998년~1999년 서울지방검찰청 부장검사
- 1999년~2000년 대전지방검찰청 차장검사
- 2000년~2001년 수원지방검찰청 제2차장검사
- 2001년~2002년 서울지방검찰청 차장검사
- 2002년~2003년 서울지방검찰청 북부지청 지청장
- 2003년~2004년 춘천지방검찰청 검사장
- 2004년~2006년 법무부 검찰국 국장
- 2006년~2007년 서울중앙지방검찰청 검사장
- 2007년 법무연수원 원장
- 2007년~2009년 제36대 대검찰청 검찰총장
- 변호사임채진법률사무소 변호사

## 저서
- 북한 형법
- 조세범 처벌 절차법상의 고발실태와 문제점

## 가족
- 부인 김세경
- 1남 1녀

## 재산
2009년 3월 27일 공직자 재산 변동 공개시, 임채진은 신고된 본인 및 직계가족의 재산이 총 21억 8768만원으로 나타났다 이 중 본인 명의의 영등포 대림코오롱 아파트 40평형과 배우자 명의의 서초동 신동아아파트 50평형이 16억 8300만원을 차지하고 있다.

## 같이 보기
- 천성관
- 이인규